# 봉은사 목 삼불상
봉은사 목 삼불상(奉恩寺 木 三佛像)은 서울특별시 강남구 삼성동, 봉은사에 있는 조선시대의 불상이다. 2007년 9월 27일 서울특별시의 유형문화재 제226호로 지정되었다.

## 개요
봉은사 대웅전의 삼세불상은 본존 석가불상, 좌 약사불상, 우 아미타불상 등 3존의 불상인데 본존 석가불은 1651년 작(作) 원상이 화재로 훼손되어 후보(後補)한 것이며, 약사불과 아미타불상만 1651년 작(作) 원래의 불상들로서 당대 최고의 조각승 승일(勝一)이 조성한 대표적 삼세불상이다.

### 목 석가불좌상
<목 석가불좌상>은 얼굴은 넙적하고 사각형적이지만 뺨과 턱이 둥글게 처리되었고 코도 돌출됐지만 큼직하고 둥글게 표현되어 양감이 상당한 편이다. 이런 얼굴은 1636년 화엄사 대웅전 석가불상 등 17세기 전반기 불상들과 유사하지만 좀더 넙적한 것이 다르며, 1703년 작(作) 화엄사 각황전 석가불상 등과도 유사하지만 이마가 그렇게 넓지 않고 코도 보다 큼직하고 둥글어 1706년 작(作) 불갑사 팔상전 석가불상과 더 닮아 있다. 눈은 가늘고 입은 작으며 귀가 큼직하고 뚜렷하게 보이며, 코가 상대적으로 덜 돌출한 것도 인상적이다.
상체는 사각형적이고 짧은 편이지만 어깨가 다소 좁으면서 궁글려져 반듯하게 보이는데 천은사 석가상이나 화엄사 각황전 불상 등 색난파(色難派) 불상들에 표현된 양 어깨를 앞으로 숙이는 특징은 1639년 쌍계사 석가불상의 어깨나 상체와 유사한 편이어서 무염파 조각의 전통을 잇고 있다. 결가부좌한 하체는 높고 큼직한 편인데 무릎이 직각으로 큼직하게 처리되어 화엄사 각황전의 하체의 무릎처리와 유사한 편이다.

### 목 약사불좌상
<목 약사불좌상>은 본존 석가 불상과 거의 유사하지만 크기에서 본존보다 40여cm 작은 편이며 군의나 옷주름 등에서 다소 차이가 난다. 머리가 반달형이고 원통형의 큼직한 정상계주와 반달형의 중앙계주, 촘촘한 나발 등 본존과 동일하며 본존이 약사불이나 아미타불을 모형으로 제작한 것임을 알 수 있다. 얼굴은 사각형적이면서 뺨이나 턱을 궁글려 양감을 느끼게 하며, 가는눈, 짧지만 큼직하고 빚은 듯한 코, 긴 입 등 다소 평판적인 얼굴과 어울려 듬직한 느낌을 주고 있다.
짧고 사각형적인 상체는 어깨를 약간 움추린 듯 표현했고 아랫배가 약간 나오고 있다. 결가부좌한 하체는 무릎이 높고 직각적이어서 듬직한 형태를 보여주고 있다. 오른손은 오른 무릎위에 올려 엄지와 중지를 맞댄 체 손등을 보이게 했고, 왼손은 왼 무릎 위에 올려 엄지와 중지를 모은 이른바 하품중생인의 변형을 보여주고 있다.
불의(佛衣)는 통견의인데 대의는 오른쪽 어깨로 반달형으로 걸쳐 오른쪽 팔목을 감싸고 있으며, 본존에 없는 팔에 표현된 착의는 상의(上衣)여서 2중착의법으로 입고 있다. 군의의 상단은 삼각형 접힘이 표현되었고 U자를 겹치게 표현한 상의 등 본존 석가불과 다른 특징을 보여주고 있다. 무릎아래에서 발목으로 난 3가닥 선은 선운사 대웅전 불상과 유사한 것이다.

### 목 아미타불좌상
<목 아미타불좌상>은 <목 약사불상>과 동일한 형식과 양식의 목불상이지만 크기는 미세할 정도로 작은 편이다.
약간 더 뾰족한 반달형의 머리, 원통형 정상계주와 반달형 중앙계주, 촘촘한 나발 등도 거의 동일한 형태이며, 사각형이면서도 궁글린 양감, 오밀조밀한 이목구비 등도 동일한 모습인 것이다.
짧고 평판적인 상체, 약간 움추린 어깨, 약간 부른 배, 결가부좌한 하체와 높고 직선적인 무릎, 하품중생인 변화수인 등은 물론 착의법도 동일한 것이다.

## 지정 사유
약사와 아미타불상은 1651년에 조성되었고, 석가불상은 1689년경에 조성된 17세기 작품이 확실하며 만든 조각승도 당대의 최고 명인 승일(勝一)이며 나무로 된 삼세불상이 확실하기 때문에 서울시 유형문화재로 지정한다.

## 참고 자료
- 봉은사 목 삼불상(석가불, 아미타불, 약사불) - 국가유산청 국가유산포털